# Lijst van San Franciscanen
Deze lijst van San Franciscanen betreft bekende personen die in de Amerikaanse stad San Francisco (Californië) zijn geboren of er zijn overleden, met een eigen artikel op de Nederlandstalige Wikipedia.

## Geboren in San Francisco

### 1800–1869

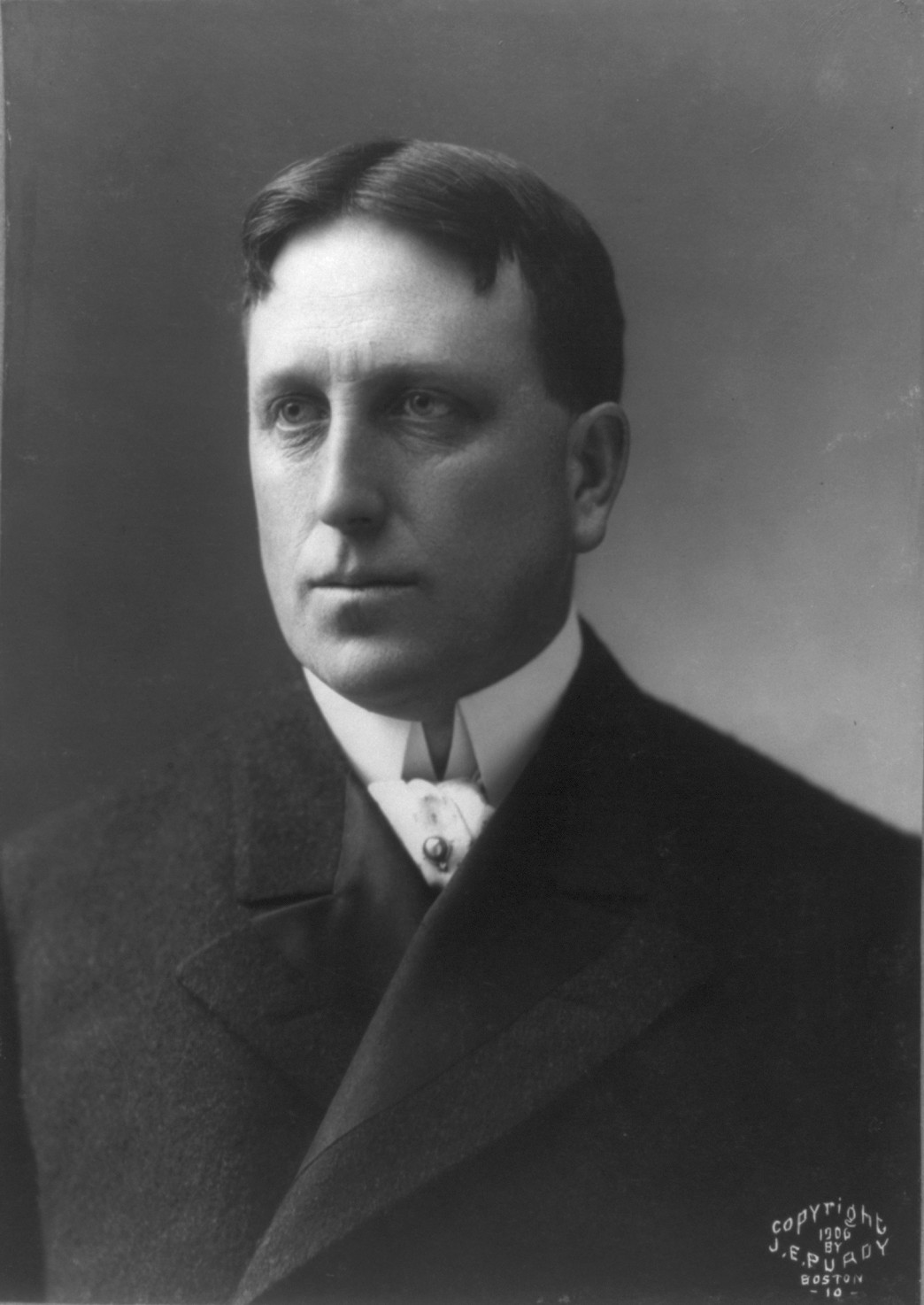
Uitgever William Randolph Hearst (1863-1951)

- Zelia Nuttall (1857-1933), archeologe en antropologe
- Julie Heierli (1859-1938), Zwitsers historica
- Dorothea Klumpke (1861–1942), astronoom
- James D. Phelan (1861-1930), politicus, activist en bankier
- William Randolph Hearst (1863-1951), uitgever
- Stephen Mather (1867–1930), industrieel en natuurbeschermer

### 1870–1879

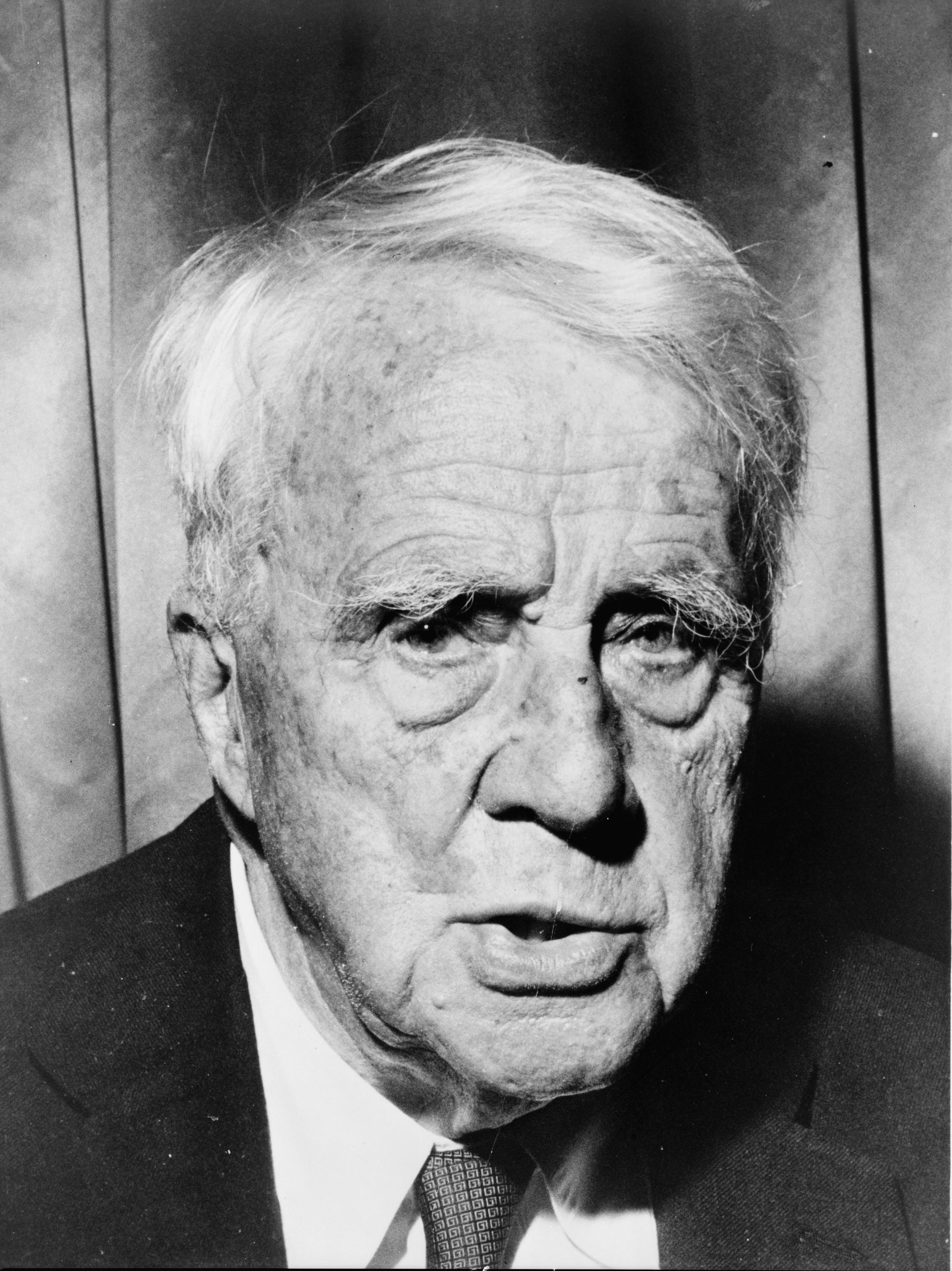
Dichter Robert Frost (1874-1963)

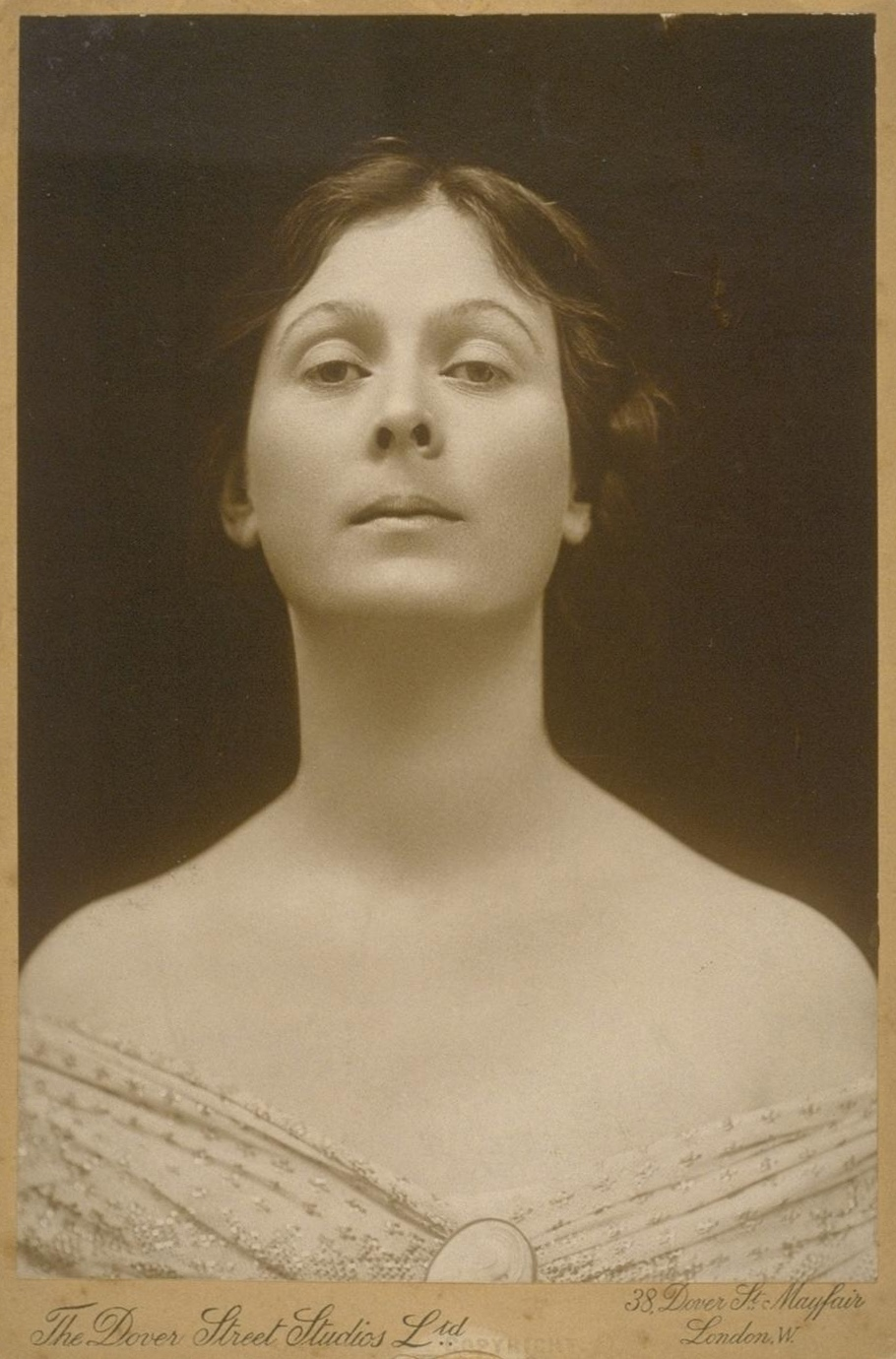
Danseres Isadora Duncan (1877-1927)

- Joseph Erlanger (1874-1965), fysioloog en Nobelprijswinnaar (1944)
- Robert Frost (1874-1963), dichter
- Katherine Griffith (1876–1921), actrice
- Jack London (1876-1916), auteur
- Isadora Duncan (1877-1927), "moeder" van de Modern Dance
- Alice B. Toklas (1877-1967), geliefde van de schrijver Gertrude Stein

### 1880–1889
- Jesse L. Lasky (1880–1958), filmproducent
- Russell Simpson (1880-1959), acteur
- Thomas Selfridge (1882–1908), eerste luitenant in het Amerikaanse leger en de eerste persoon die verongelukte als gevolg van een crash met een motorisch aangedreven vliegtuig
- Rube Goldberg (1883–1970), cartoonist
- Frances Marion (1888-1973), journaliste, auteur en scenariste
- Alma Reed (1889-1966), journaliste

### 1890–1899
- Ruth Roland (1892-1937), actrice
- Beatrice Wood (1893-1998), kunstenares
- David Butler (1894–1979), regisseur en acteur
- Hal Mohr (1894–1974), cineast
- Will Wright (1894-1962), acteur
- Gracie Allen (1895-1964), komiek
- Aileen Pringle (1895–1989), actrice
- Dorothy Arzner (1897–1979), filmregisseur
- George O'Brien (1899-1985), acteur

### 1900–1909

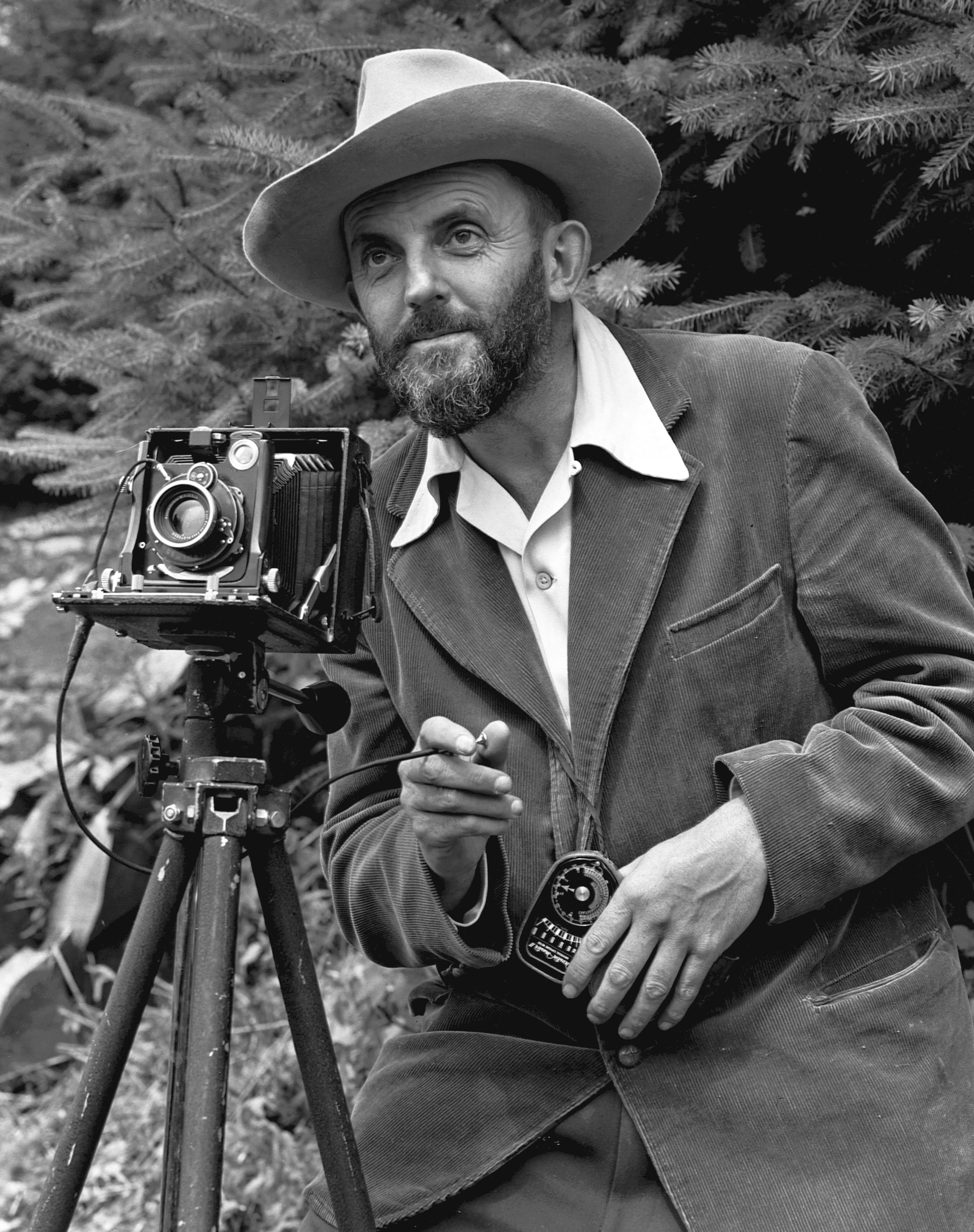
Fotograaf Ansel Adams (1902-1984)

- Mervyn LeRoy (1900-1987), regisseur en producer
- Malvina Reynolds (1900–1978), singer/songwriter en politiek activist
- Hugo Friedhofer (1901-1981), componist
- Ansel Adams (1902-1984), fotograaf
- Lloyd Nolan (1902-1985), acteur
- Charlotte Charlaque (1892-1963), Amerikaans-Duits-Joodse transvrouw, vertaalster en artieste
- Elisha Cook jr. (1903-1995), acteur
- Irving Stone (1903–1989), schrijver
- Delmer Daves (1904-1977), filmregisseur
- Louise Lorraine (1904–1981), actrice ten tijde van de stomme film
- Pat Brown (1905-1996), gouverneur van Californië
- Emerson Spencer (1906-1985), sprinter en olympisch kampioen
- Maria Branyas Morera (1907-2024), Amerikaans-Spaans supereeuwelinge; sinds januari 2023 de oudste erkende levende persoon ter wereld
- Mel Blanc (1908-1989), stem-acteur en komiek
- Phillip Terry (1909-1993), acteur
- Olin Wilson (1909–1994), astronoom

### 1910–1919

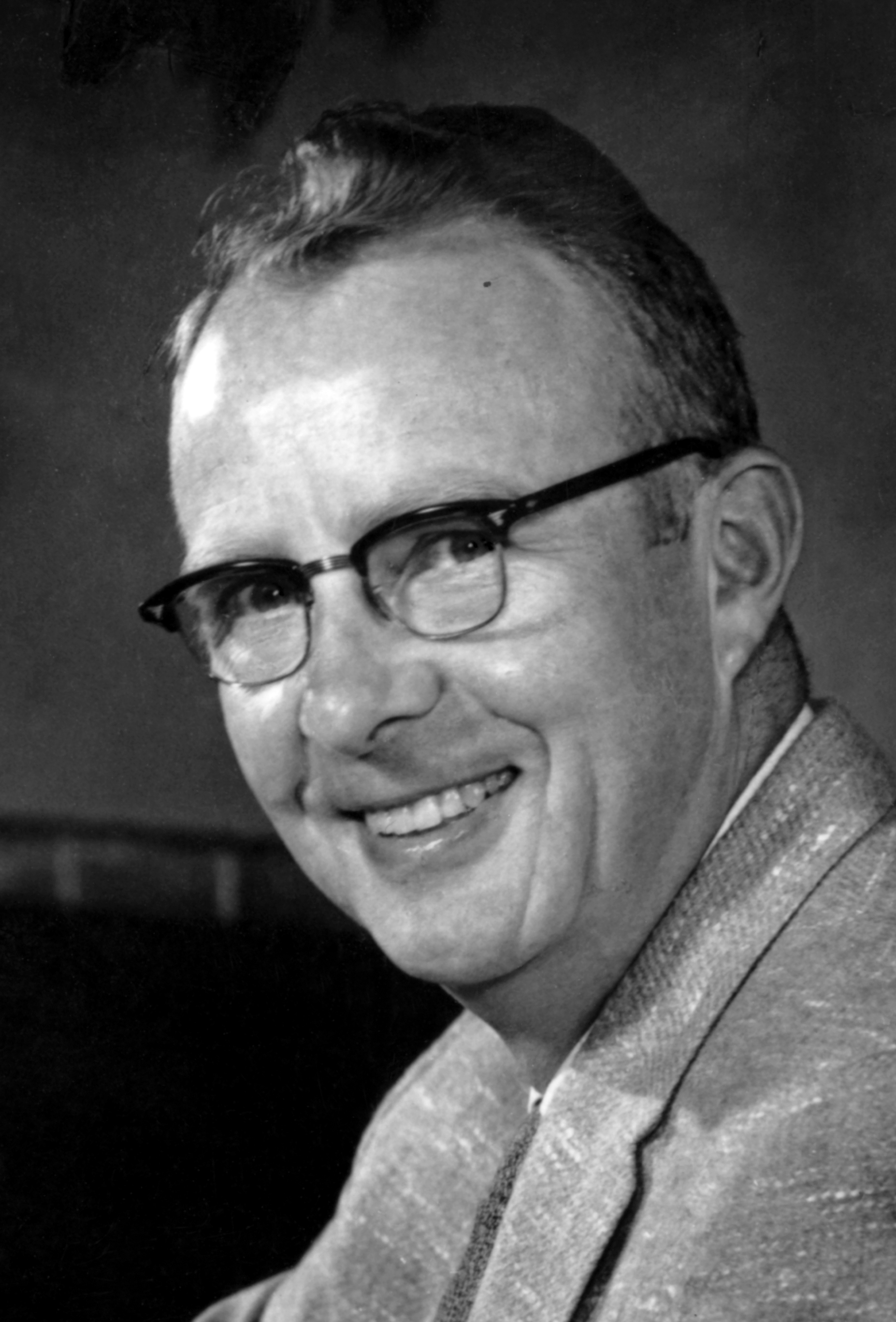
Natuurkundige Luis Alvarez (1911-1988)

- Burton Jastram (1910–1995), roeier
- Luis Alvarez (1911-1988), natuurkundige en Nobelprijswinnaar (1968)
- Jean Gale (1912–1974), actrice
- Shirley Jackson (1916-1965), auteur
- Robert McNamara (1916-2009), Republikeins politicus en bestuurder; minister van Defensie 1961-1968; president van de Wereldbank 1968-1981
- Jack Vance (1916–2013), sciencefiction- en fantasyauteur
- Barry Nelson (1917-2007), acteur
- Caspar Weinberger (1917-2006), Republikeins politicus; minister van Defensie 1981-1987
- Vito Scotti (1918-1996), acteur
- Bob Drake (1919–1990), autocoureur

### 1920–1929

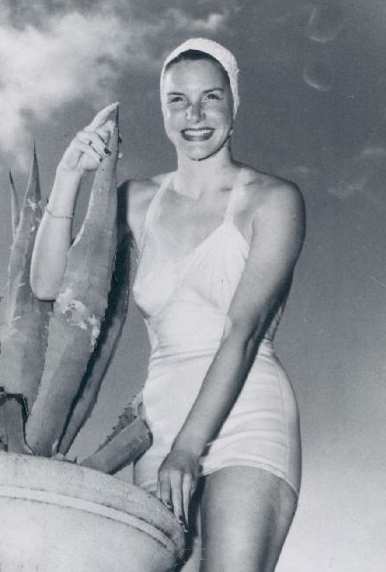
Zwemster Ann Curtis (1926-2012)

- Owen Chamberlain (1920-2006), natuurkundige en Nobelprijswinnaar (1959)
- Yasuhiro Ishimoto (1921–2012), Japans-Amerikaans fotograaf en professor
- James Hardy (1923–1986), roeier
- Paul Desmond (1924–1977), jazzsaxofonist en -componist
- Pierre Koenig (1925-2004), architect
- Jerry Paris (1925–1986), film- en televisieacteur en -regisseur
- Pierre Salinger (1925-2004), journalist en senator
- Ann Curtis (1926-2012), zwemster
- Clifford Geertz (1926-2006), antropoloog
- Philip Lamantia (1927–2005), dichter
- Allen Newell (1927–1992), wetenschapper
- Leon Fleisher (1928-2020), pianist en dirigent
- Vince Guaraldi (1928-1976), componist van de muziek voor Peanuts-tekenfilms
- Stuart Whitman (1928-2020), acteur
- Frank Wolff (1928-1971), acteur
- Gordon Moore (1929-2023), mede-oprichter van Intel Corporation en auteur van Moore's law
- George Moscone (1929–1978), politicus

### 1930–1939

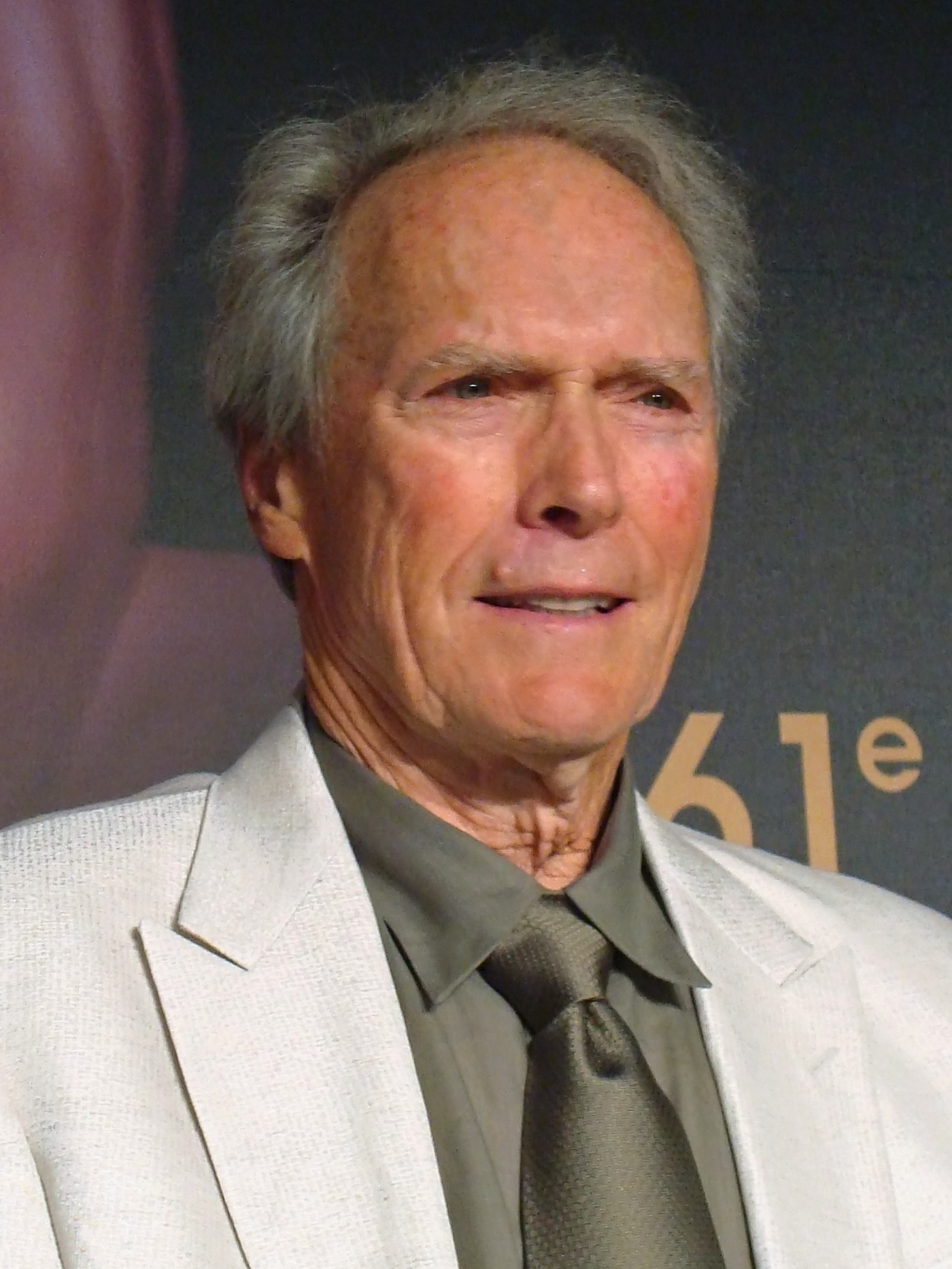
Acteur en regisseur Clint Eastwood (1930)

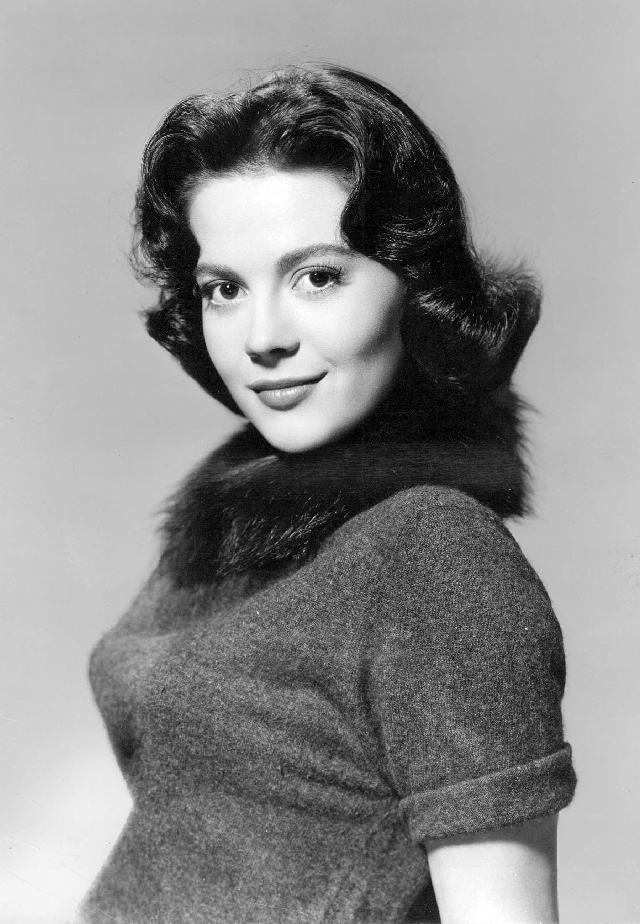
Actrice Natalie Wood (1938-1981)

- Bradford Dillman (1930-2018), acteur
- Clint Eastwood (1930), acteur en regisseur
- Gary Snyder (1930), dichter
- John W. Young (1930-2018), astronaut
- Susan Brown (1932-2018), actrice
- Dian Fossey (1932-1985), etholoog en mammaloog
- Dianne Feinstein (1933-2023), politica (senator, burgemeester)
- Bill Bixby (1934-1993), acteur
- Barre Phillips (1934-2024), jazzcontrabassist
- Yvonne Rainer (1934), dansvernieuwer, filmmaker
- Guy Ullens de Schooten Whettnall (1935-2025), Belgisch ondernemer
- Ted Dabney (1937-2018), mede-oprichter van Syzygy en Atari
- Stephen Breyer (1938), jurist en rechter
- Jerry Brown (1938), gouverneur van Californië
- Bill Raymond (1938), acteur
- Richard Serra (1938-2024), beeldhouwer en videokunstenaar
- Natalie Wood (1938-1981), actrice
- Jake Holmes (1939), singer-songwriter en jingle schrijver
- Charles Webb (1939-2020), auteur van verschillende novelles

### 1941–1949
- Bruce Lee (1940-1973), acteur

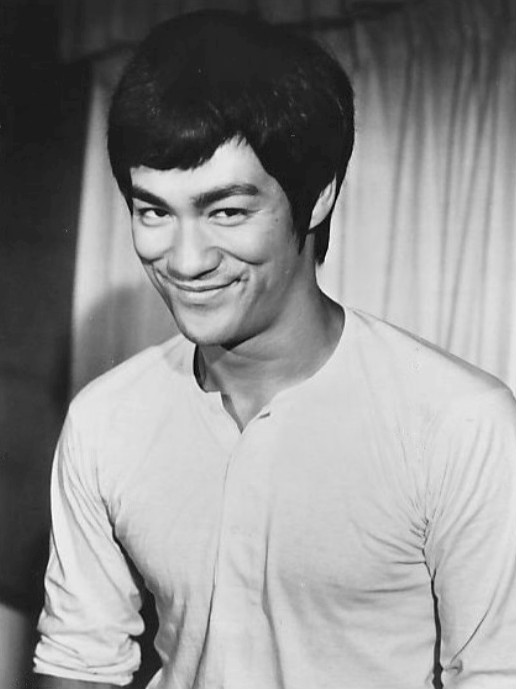
Vechtkunst-acteur Bruce Lee (1940-1973)

- Paul Kantner (1941-2016), zanger, gitarist en songwriter, o.a. van Jefferson Airplane
- Gabrielle Roth (1941–2012), muzikant, auteur, danser, filosoof en theatermaker
- Jerry Garcia (1942-1995), zanger en gitarist van Grateful Dead
- Sharon Olds (1942), dichteres, feministe
- Charles Haid (1943), acteur
- Carolyn Schuler (1943-2024), zwemster
- J.T. Walsh (1943-1998), acteur
- Richard Gant (1944), acteur
- Jim Gray (1944–2012; vermist sinds 2007), informaticus
- Chris von Saltza (1944), zwemster
- Jeffrey Tambor (1944), acteur
- Len Adleman (1945), hoogleraar informatica en moleculaire biologie
- Kathleen Chalfant (1945), actrice
- David Dukes (1945-2000), acteur
- Vonetta McGee (1945–2010), actrice
- Susan Tyrrell (1945-2012), actrice
- Joe Spano (1946), acteur
- Danny Glover (1946), acteur
- Steve Martini (1946), auteur
- Christina Maslach (1946), emeritus hoogleraar psychologie aan de Universiteit van Californië in Berkeley
- Frans van Woerden (1946-2025), Nederlands literair vertaler
- O.J. Simpson (1947-2024), footballspeler en acteur
- Rosie Casals (1948), tennisspeelster
- David Strathairn (1949), Academy Award-genomineerd acteur

### 1950–1959
- Terry Bozzio (1950), drummer

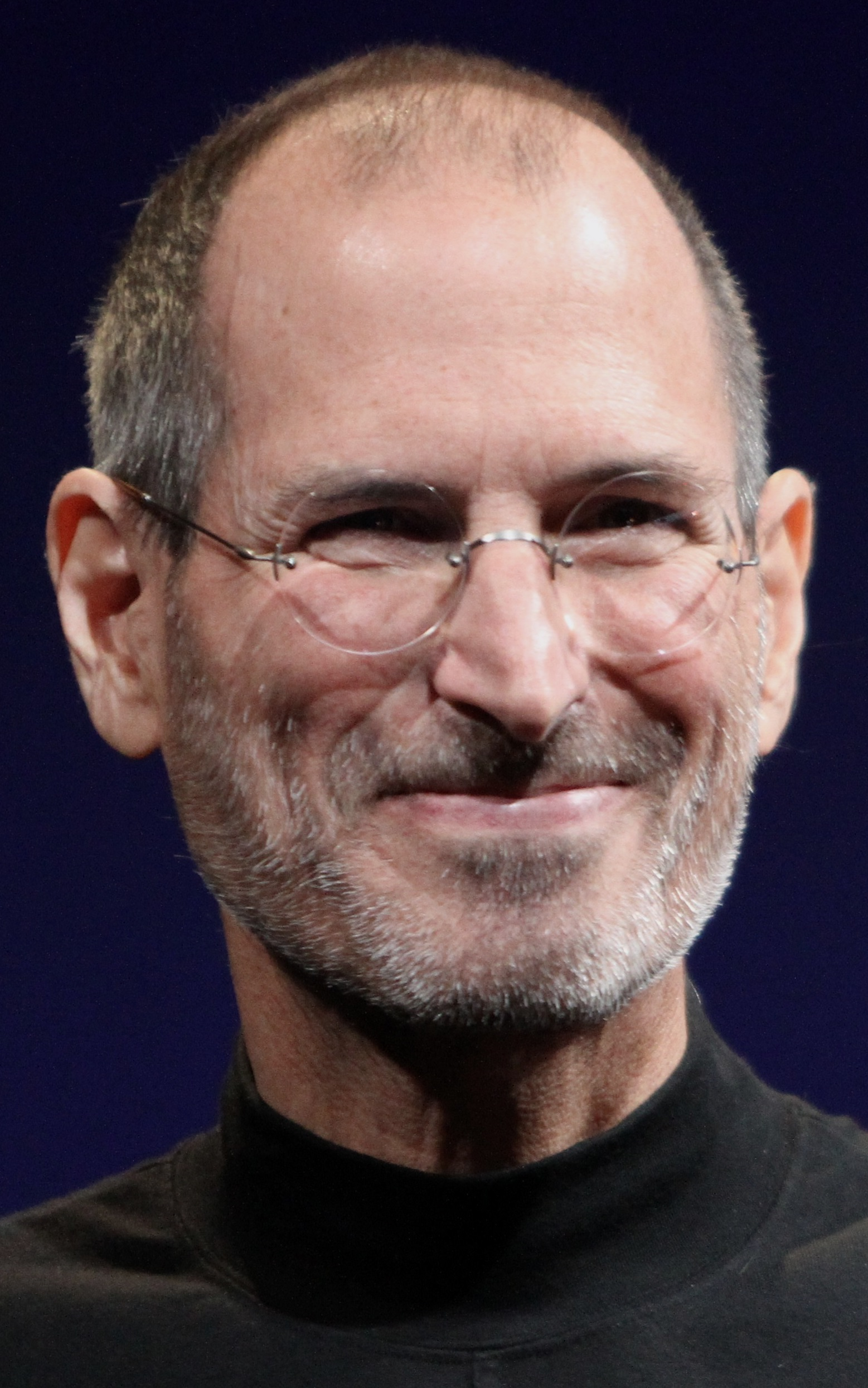
Mede-oprichter en topman van Apple Steve Jobs (1955-2011)

- Dave Smith (1950-2022), ingenieur en ondernemer
- Jackie Speier (1950), politica
- Jeremy Menuhin (1951), Brits pianist
- Gilbert Levey, (1951-2023), diskjockey (Goa Gil)
- Karla LaVey (1952), High Priestess van de Church of Satan
- Sharon Walsh (1952), tennisspeelster
- Martha Wash (1953), zangeres
- Patricia Hearst (1954), miljonairsdochter
- Larry Van Kriedt (1954), basgitarist
- Steve Jobs (1955-2011), medeoprichter en topman van Apple Inc.
- Kevin Pollak (1957), acteur en komiek

### 1960–1969
- Leslie Hendrix (1960), actrice
- Leland Orser (1960), acteur
- B.D. Wong (1960), acteur

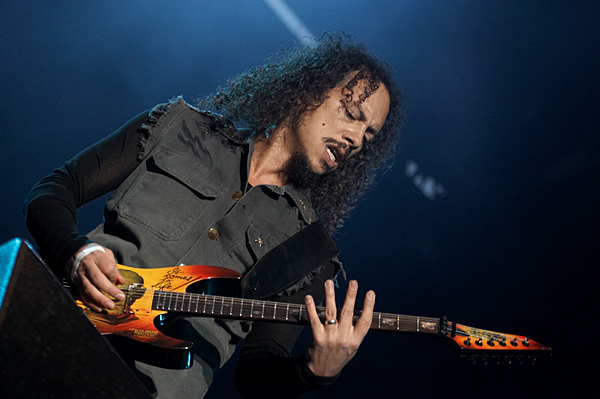
Gitarist Kirk Hammett (1962)

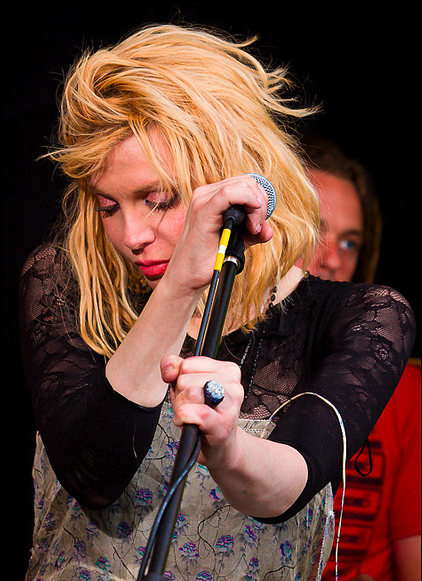
Zangeres en actrice Courtney Love (1964)

- Julie Caitlin Brown (1961), actrice, filmproducente, scenarioschrijfster en zangeres
- David Warshofsky (1961), acteur
- Susan DeMattei (1962), mountainbikester
- Kirk Hammett (1962), gitarist van Metallica
- Naomi Wolf (1962), schrijver
- Benjamin Bratt (1963), auteur
- Rob Schneider (1963), acteur, komiek, scriptschrijver en regisseur
- Zeena Schreck (1963), High Priestess van de Church of Satan
- Paul Bostaph (1964), rockmuzikant
- Courtney Love (1964), zangeres, gitariste en actrice
- Sam Fatu (1965), Samoaans-Amerikaans professioneel worstelaar
- Rodney Anoa'i (1966–2000), worstelaar
- Solofa Fatu (1966), worstelaar
- Gina Ravera (1966), actrice
- Darren Baker (1967), wielrenner
- Lisa Bonet (1967), actrice
- Gavin Newsom (1967), gouverneur van Californië en burgemeester van San Franscisco
- Liev Schreiber (1967), acteur en regisseur
- Courtney Thorne-Smith (1967), actrice
- Margaret Cho (1968), komiek en actrice
- Hari Dhillon (1968), acteur
- Carré Otis (1968), actrice en fotomodel
- Tucker Carlson (1969), presentator
- Aunjanue Ellis (1969), actrice

### 1970–1979
- Alison Elliott (1970), actrice

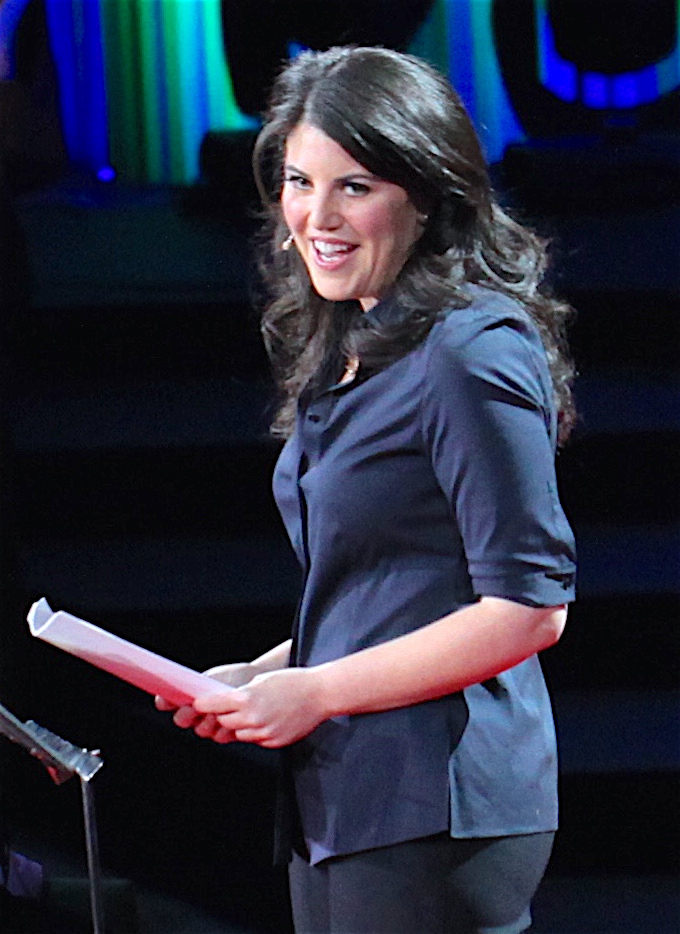
Psychologe en ondernemer Monica Lewinsky (1973)

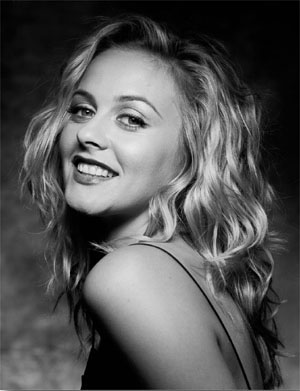
Actrice Alicia Silverstone (1976)

- Lemony Snicket (1970), auteur en scenarioschrijver
- Jeremy McGrath (1971), motorcrosser
- Brigid Brannagh (1972), actrice
- Eric Dane (1972), acteur
- Leslie Mann (1972), actrice
- Jason Kidd (1973), NBA-speler (basketbal)
- Monica Lewinsky (1973), psychologe en ondernemer
- Russell Hornsby (1974), acteur
- Simon Rex (1974), acteur
- Townsend Bell (1975), autocoureur
- LaMonica Garrett (1975), acteur
- Michele Merkin (1975), actrice, glamourmodel en tv-presentatrice
- Alicia Silverstone (1976), actrice
- Colin Trevorrow (1976), regisseur en scenarioschrijver
- Rider Strong (1979), acteur

### 1980–1989
- Claire Coffee (1980), actrice
- Marla Sokoloff (1980), actrice en muzikante
- Shannon Rowbury (1984), atlete
- Taran Noah Smith (1984), acteur
- Benjamin Wildman-Tobriner (1984), zwemmer
- Andre Ward (1984), bokser
- Darren Criss (1987), acteur en zanger
- Sam Querrey (1987), tennisser
- Max Carver (1988), acteur

### 1990–1999
- Monica Barbaro (1990), actrice
- Anna Maria Perez de Taglé (1990), actrice, model en zangeres
- Sebastian Lletget (1992), voetballer
- Madeline Dirado (1993), zwemster
- Lauv (1994), zanger
- Alexander Massialas (1994), schermer
- Tati Gabrielle (1996), actrice
- Thomas Horn (1997), acteur
- Catherine Bellis (1999), tennisster

### Vanaf 2000
- Eileen Gu (2003), freestyleskiester

## Overleden (elders geboren)
- James Lick (1796-1876), investeerder